# 川俣村 (埼玉県)
川俣村（かわまたむら）は埼玉県の北東部、北埼玉郡に属していた村。

## 地理
- 河川 - 利根川

## 歴史

### 江戸時代
本川俣村・上川俣村は明和7年（1770年）から文政4年11月（1821年）まで川越藩の支配を受けた。
慶応3年3月（1867年）には羽生陣屋が設置され、上川俣村および本川俣村のそれぞれ一部を除き、関東郡代木村飛驒守の支配を受けた。しかし、慶応4年3月（1868年4月）には、羽生陣屋新築に伴う負担増を発端に、本川俣村・小須賀村で打ちこわし一揆が発生した。

### 明治以降
- 1889年（明治22年）4月1日 - 町村制施行により、本川俣村、上川俣村、稲子村、小須賀村が合併し北埼玉郡川俣村が成立する[5]。
- 1895年（明治28年）5月1日 - 村役場を新築移転する[1]。
- 1910年（明治43年）8月 - 関東大水害により被害を受ける[6]。
- 1918年（大正7年）6月23日 - 村役場を移転する[1]。
- 1925年（大正14年）5月 - 村役場を移転する[1]。
- 1938年（昭和13年）10月1日 - 村役場を新築移転する[1]。
- 1954年（昭和29年）9月1日 - 羽生町、新郷村、須影村、岩瀬村、井泉村、手子林村と合併し羽生市となる[7]。

## 行政

### 歴代村長
| 代 | 氏名         | 就任年月日                 | 退任年月日                 | 備考                                 |
| -- | ------------ | -------------------------- | -------------------------- | ------------------------------------ |
| 1  | 堀越伊勢次郎 | 1889年（明治22年）5月4日   | 1893年（明治26年）5月12日  | 川俣村発足                           |
| 2  | 中林駒之助   | 1893年（明治26年）5月13日  | 1897年（明治30年）5月14日  |                                      |
| 3  | 堀越良之助   | 1897年（明治30年）5月15日  | 1899年（明治32年）5月12日  |                                      |
| 4  | 春山徳太郎   | 1899年（明治32年）5月13日  | 1907年（明治40年）12月22日 |                                      |
| 5  | 掘越寛介     | 1908年（明治41年）12月25日 | 1910年（明治43年）11月12日 |                                      |
| 6  | 堀越千代三   | 1910年（明治43年）11月21日 | 1911年（明治44年）8月31日  |                                      |
| 7  | 堀越熊吉     | 1911年（明治44年）9月11日  | 1919年（大正8年）9月14日   | 『羽生市史 下巻』89頁では9月11日退任 |
| 8  | 堀越昶       | 1919年（大正8年）9月18日   | 1922年（大正11年）11月3日  | 掘越寛介養子                         |
| 9  | 田口熊之助   | 1922年（大正11年）12月7日  | 1926年（大正15年）12月6日  |                                      |
| 10 | 早川範次郎   | 1926年（大正15年）12月10日 | 1933年（昭和8年）1月17日   |                                      |
| 11 | 鈴木富治     | 1933年（昭和8年）1月31日   | 1937年（昭和12年）1月30日  |                                      |
| 12 | 杉田専一     | 1938年（昭和13年）1月4日   | 1946年（昭和21年）4月9日   |                                      |
| 13 | 小林茂       | 1946年（昭和21年）4月10日  | 1947年（昭和22年）2月25日  |                                      |
| 14 | 堀越潤市     | 1947年（昭和22年）4月6日   | 1954年（昭和29年）8月31日  | 川俣村廃止                           |

### 主な出身政治家
- 掘越庭七郎
羽生陣屋の新築に関わり、先述の打ちこわし一揆にあった[10]。初代北埼玉郡郡長[11]。

- 掘越寛介
埼玉県における自由民権運動の先駆者[12]。

## 人口
| 年月                   | 世帯数 | 人口    | 人口密度  | 出典             |
| ---------------------- | ------ | ------- | --------- | ---------------- |
| 文化 - 文政ごろ        | 338戸  |         |           | 新編武蔵風土記稿 |
| 1876年（明治09年）01月 | 393戸  | 1,944人 |           | 本籍人口         |
| 1884年（明治17年）01月 | 400戸  | 2,217人 |           | [ 15 ]           |
| 1895年（明治28年）12月 |        | 2,269人 |           | [ 16 ]           |
| 1920年（大正09年）10月 | 427戸  | 2,249人 |           | 国勢調査         |
| 1925年（大正14年）     |        | 3,416人 |           | [ 18 ]           |
| 1930年（昭和05年）     |        | 2,179人 |           | [ 18 ]           |
| 1935年（昭和10年）10月 | 397戸  | 2,230人 | 433人/km2 | [ 18 ]           |
| 1940年（昭和15年）     | 388戸  | 2,206人 | 428人/km2 | [ 19 ]           |
| 1947年（昭和22年）10月 |        | 2,729人 |           | 国勢調査         |
| 1950年（昭和25年）10月 |        | 2,674人 | 519人/km2 | 国勢調査         |

## 産業
主な産業は農業であった。1948年6月6日には川俣村農業協同組合が設立された。1950年時点の農業戸数は352戸、そのうち専業農家は182戸であった。

## 施設
- 平野病院 - 1924年大字稲子に開設[24]。
- 諏訪神社

## 交通

### 鉄道
掘越寛介が東武鉄道期成同盟会を組織し、1903年に東武伊勢崎線が川俣駅まで延伸した。開業当初は本川俣に位置していたが、1907年に同路線が群馬県へ延伸され、同駅も群馬県へ移設された。